# Mode 1600–1650

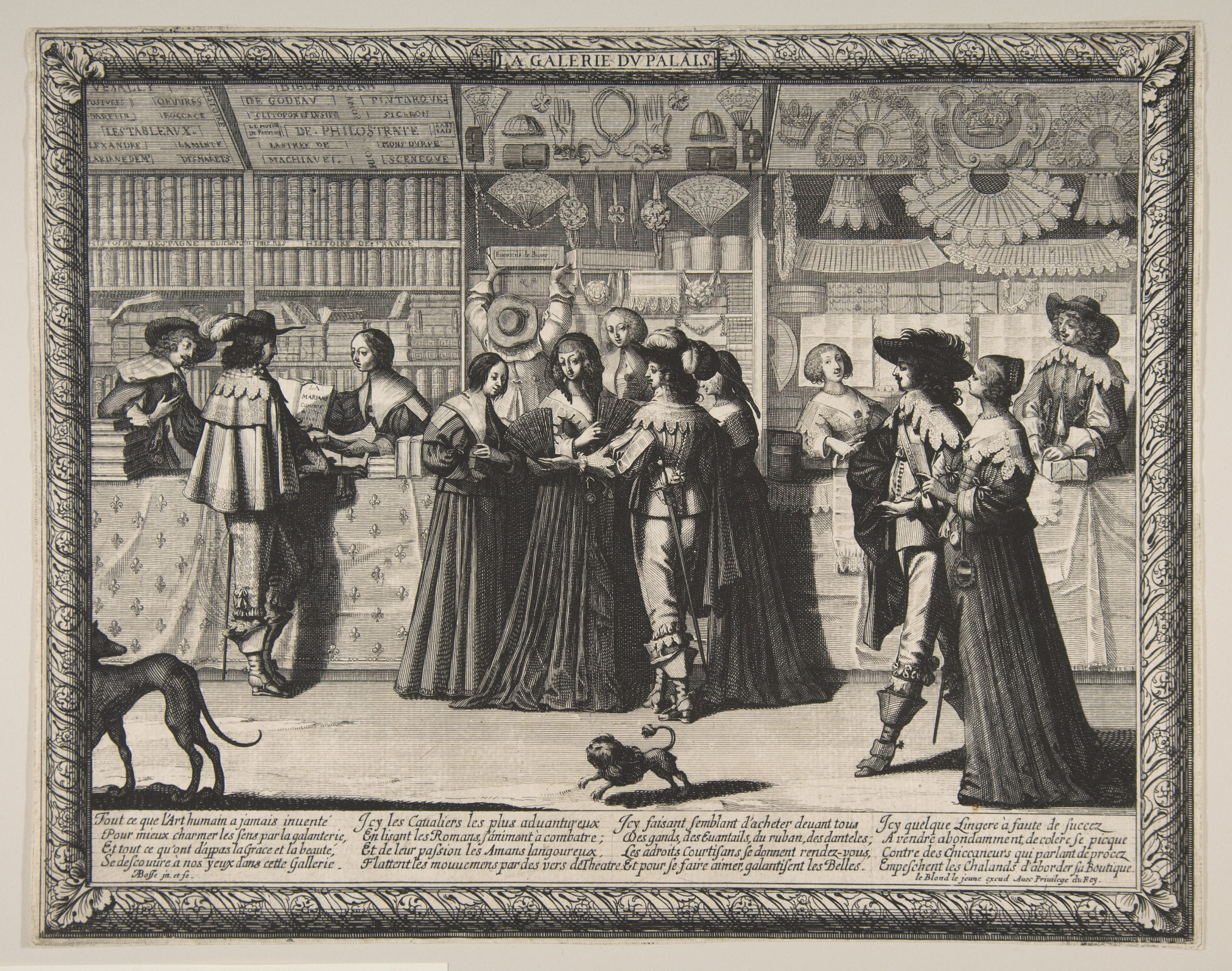
Abraham Bosse, The Gallery of the Palace of Justice, ca. 1638

Mode 1600–1650 syftar på modet i Europa under perioden mellan 1600 och 1650. Under denna tidsperiod var mode ett västerländskt fenomen, eftersom klädedräkten i andra delar av världen under denna tidsperiod bestod av en etnisk och kulturell klädedräkt, som inte genomgick förändringar efter modets växlingar på det sätt som skedde i Europa. 

## Allmänt
Under trettioåriga kriget (1618–1648) kom modet att förändras mycket och bli betydligt mer bekvämt och ledig för båda könen. Den spanska kragen, krinolinen, de styvt stoppade ärmarna, midjorna och byxorna försvann. Båda könen bar löst sittande kläder utan midja under 1630-talet, männens byxor var mjuka och vadlånga, kjolen föll lätt och ledigt till golvet för att till sist släpa något. Man bar vita spetskragar och spetsmanschetter, och färgerna var fortfarande mörka. Midjan återkom för båda könen på 1650-talet. 
Både män och kvinnor lät håret falla fritt ner över axlarna. Modet krävde mörkt hår, och blondiner färgade håret med ett svart pulver. Det var även populärt med en mask över ögonen och kappor med kapuschong samt pälsmuff.
Modefärgerna, som varit mörka i hundra år, blev mer färggranna. 

## Dammode

### Klädedräkt
Det sena 1500-talets spanska mode bars fram till 1620-talet, och blev rentav extra framhävt i 1600-talets början. Klädedräktens grunder var desamma: en klänning eller en jacka och kjol över ett styvnat livstycke och underkjol, med en särk innerst. 
Omkring 1625 började det stela spanska modet ersättas av ett mjukare mode (överallt utom i själva Spanien, där det spanska modet fortsatte seklet ut). 
Pipkragen stärktes inte längre, utan fick falla ned mjuk och slät över livstyckets urringning. Livstyckets midja höjdes: under 1630-talet satt midjan strax under bysten, innan de återigen föll till naturlig plats 1640. 
Ärmarna blev kortare och lösare: den typiska ärmen var en lös puffärm halvvägs till handleden, delad i två puffar med en rosett. Styvkjolen försvann, och kjolen fick hänga mjukt ned, över en blygsam rulle om höfterna som gav en rund form. 
Kännetecknande var de vita spetsarna, som dekorerade de stora släta kragarna och manschetterna, och smycken av pärlor. 
De mörka färgerna byttes ut mot klara pastellfärger, särskilt i England. 

### Hår och huvudbonad
En spetsmössa bars över håret inomhus och en herrhatt utomhus. Under denna tid började gifta och ogifta kvinnor bära samma frisyr, åtminstone inom överklassen: håret kammades bakåt i en knut på bakhuvudet, men föll fritt ned i lockar på sidorna. 

### Bildgalleri

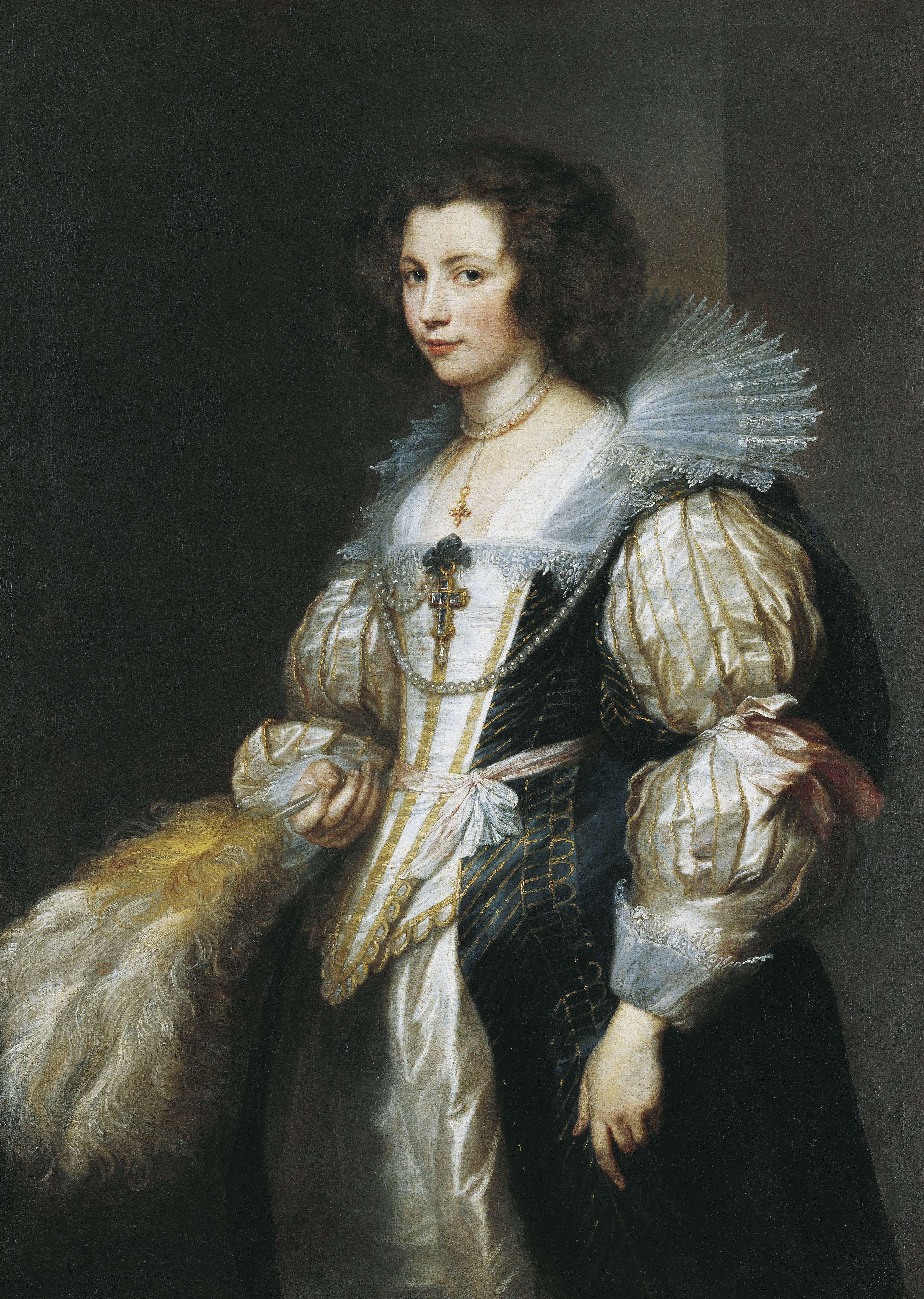
Svart klänning över vitt livstycke och kjol. Ärmarna öppnar sig över underärmarna och delas typiskt i två puffar. Styvkjolen har tagits bort, kragen börjar falla, men midjan är ännu låg.
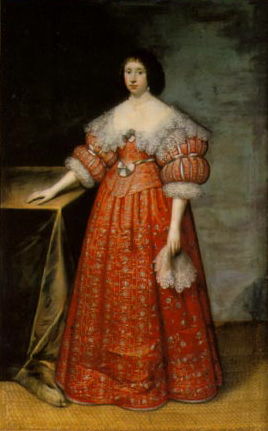
Typiskt 1630-talsmode. Ett rött livstycke med hög midja över den röda underkjolen, med halvlång ärm delad i två puffar och en slät spetskrage över bröstet. Utan överklänning, utan korsett och utan styvkjol.
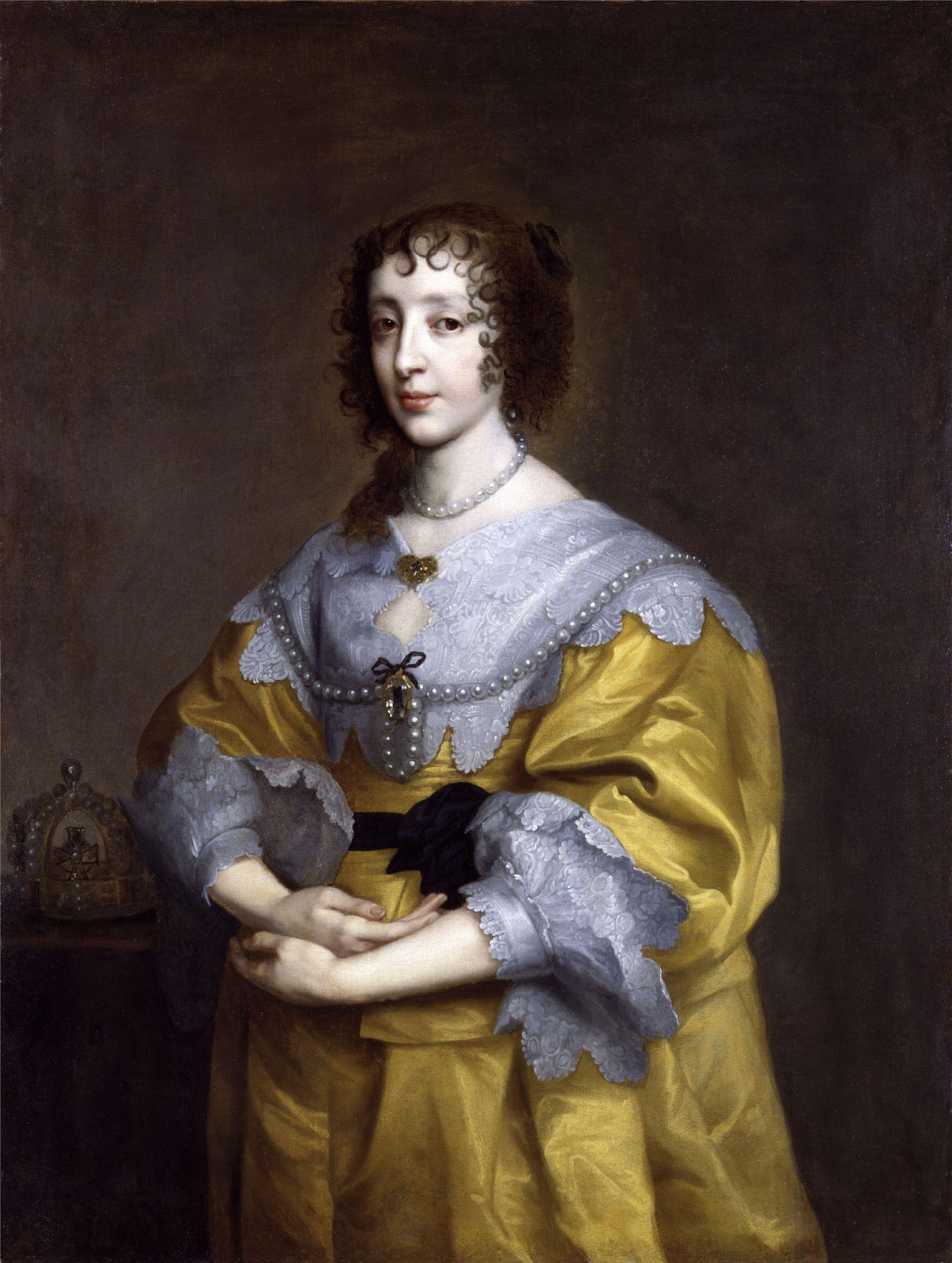
Henrietta Maria i det typiska mjuka 1630-talsmodet.
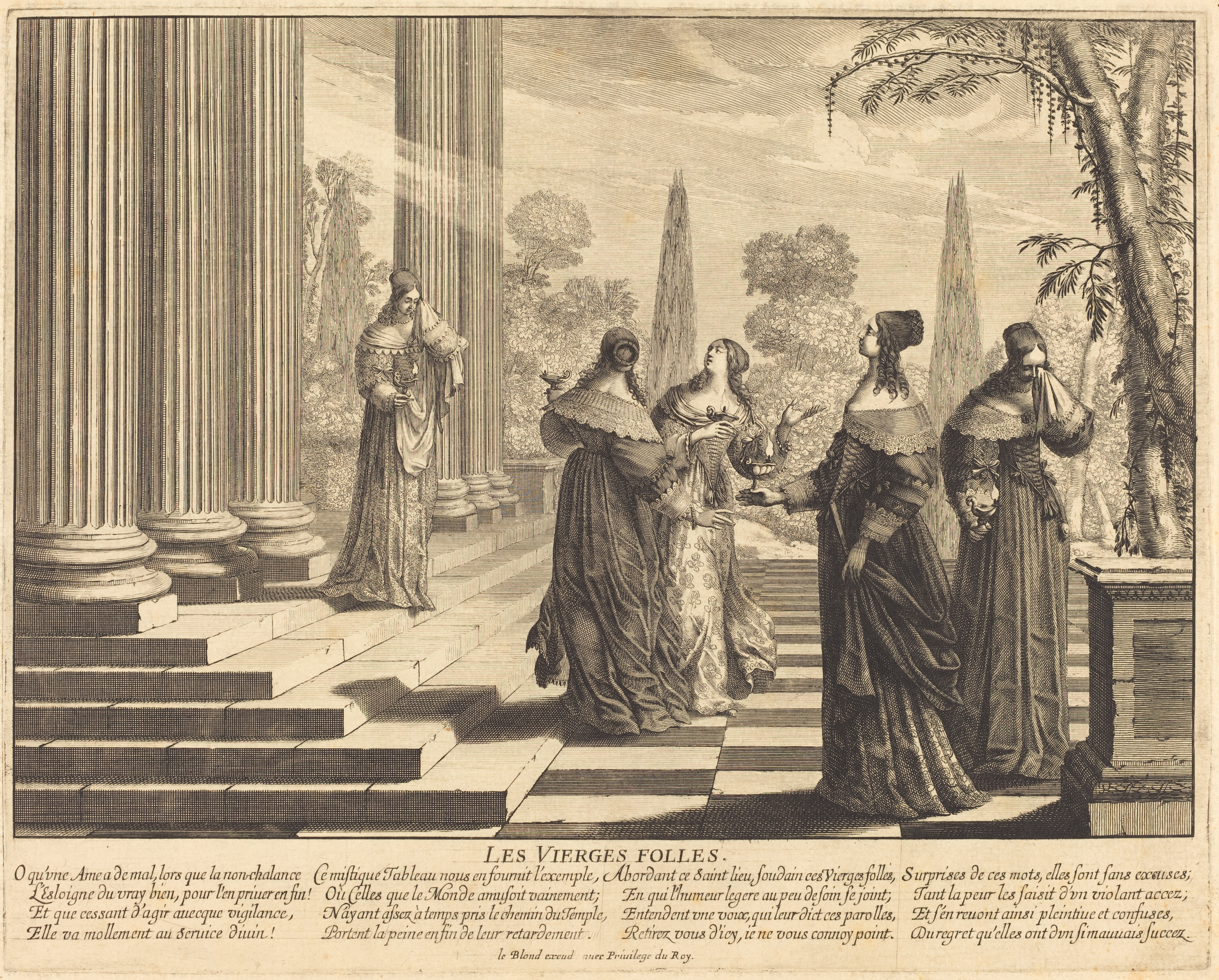
Abraham Bosse, The Foolish Virgins Approaching the Temple, NGA 128379

## Herrmode

### Klädedräkt
Herrmodet 1625–1650 har associerats med musketörernas klädedräkt.
Det sena 1500-talets spanska mode bars fram till cirka 1625. Skjortans krage pryddes med spets och lades slätt över bröstet. 
Över den bars en tröja (doublet), som satt lösare över kroppen, vars midja efter 1630 (liksom kvinnors) satt högt upp över bröstet, och 1640 blottade den vita skjortan mellan byxorna och den högt sittande tröjan. 
Ärmarna var lösa och mjuka och uppslitsade över skjortans ärmar, och skjortans manschetter brydda med spets. 
Ärmlösa västar (jerkins) bars nu endast av soldater. 
På underkroppen försvann blygdkapseln, och de inte längre vadderade, lösa hosorna var nu fullt utvecklade knäbyxor, nu hopsydda både över bak och könsdelar, som nådde strax nedanför knäna. Under resa och ritt bars de typiska kragstövlarna, som drogs ända upp till knäet.
Som ytterkläder bars nu caper eller slängkappor, ibland med ärmar. 

### Hår och huvudbonad
Den högkulliga capotain-hatten byttes 1620 ut mot en vidbrättad lågkullig hatt med plymer, ofta med brättet uppvikt på ena sidan. Modet med kort hår och skägg byttes ut mot allt längre lockigt hår, respektive endast mustasch och pipskägg. 

### Bildgalleri

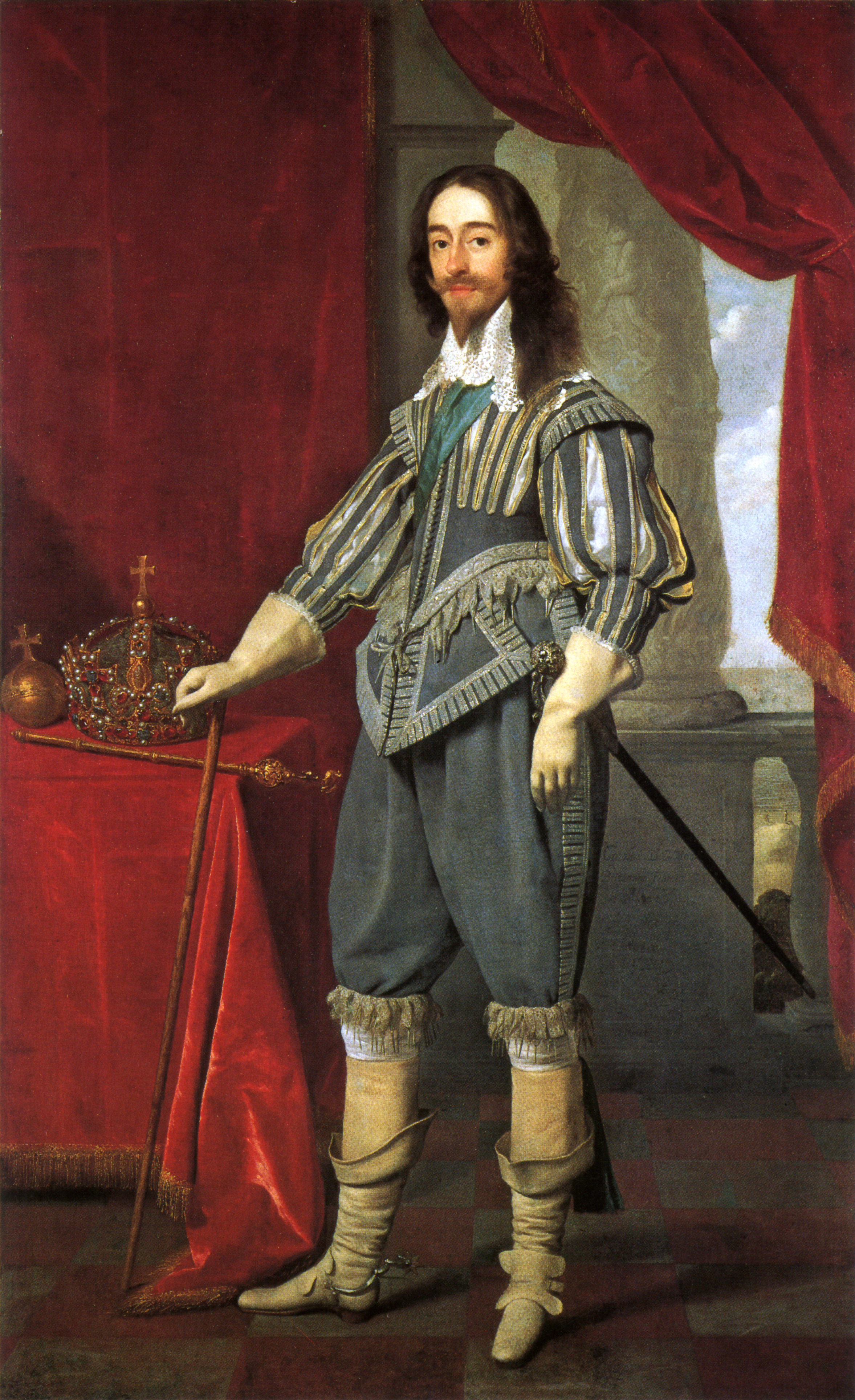
Blå doublet med hög midja och slitsade ärmar över långa blå knäbyxor och höga kragstövlar.
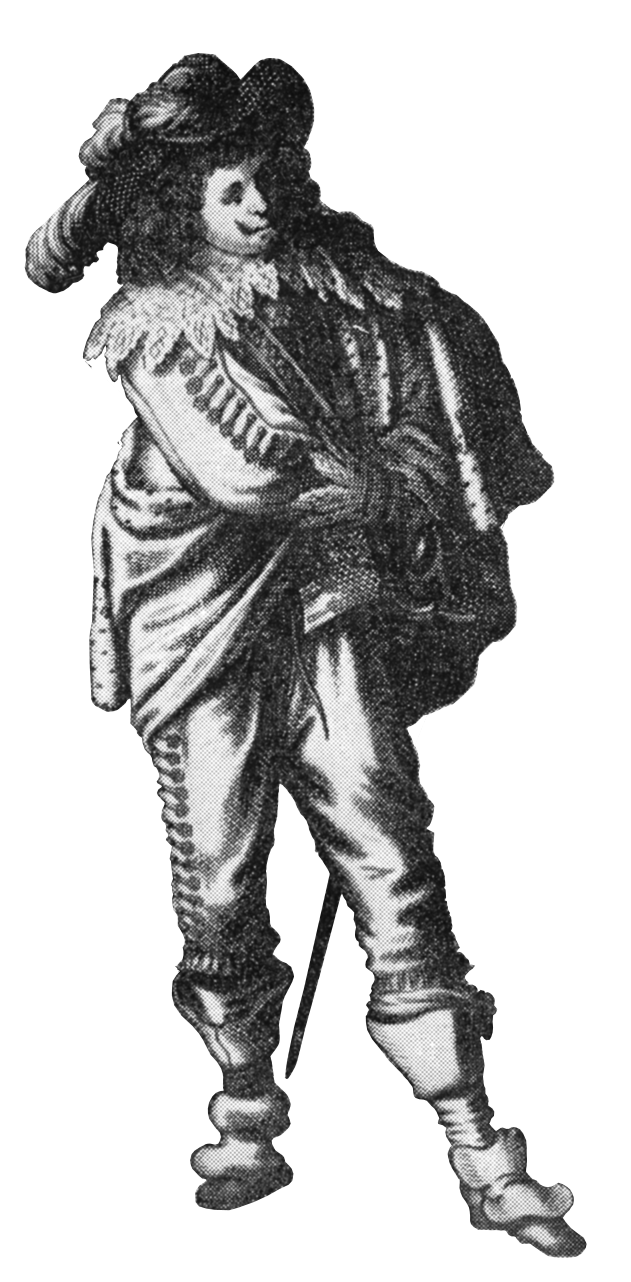
Musketör.
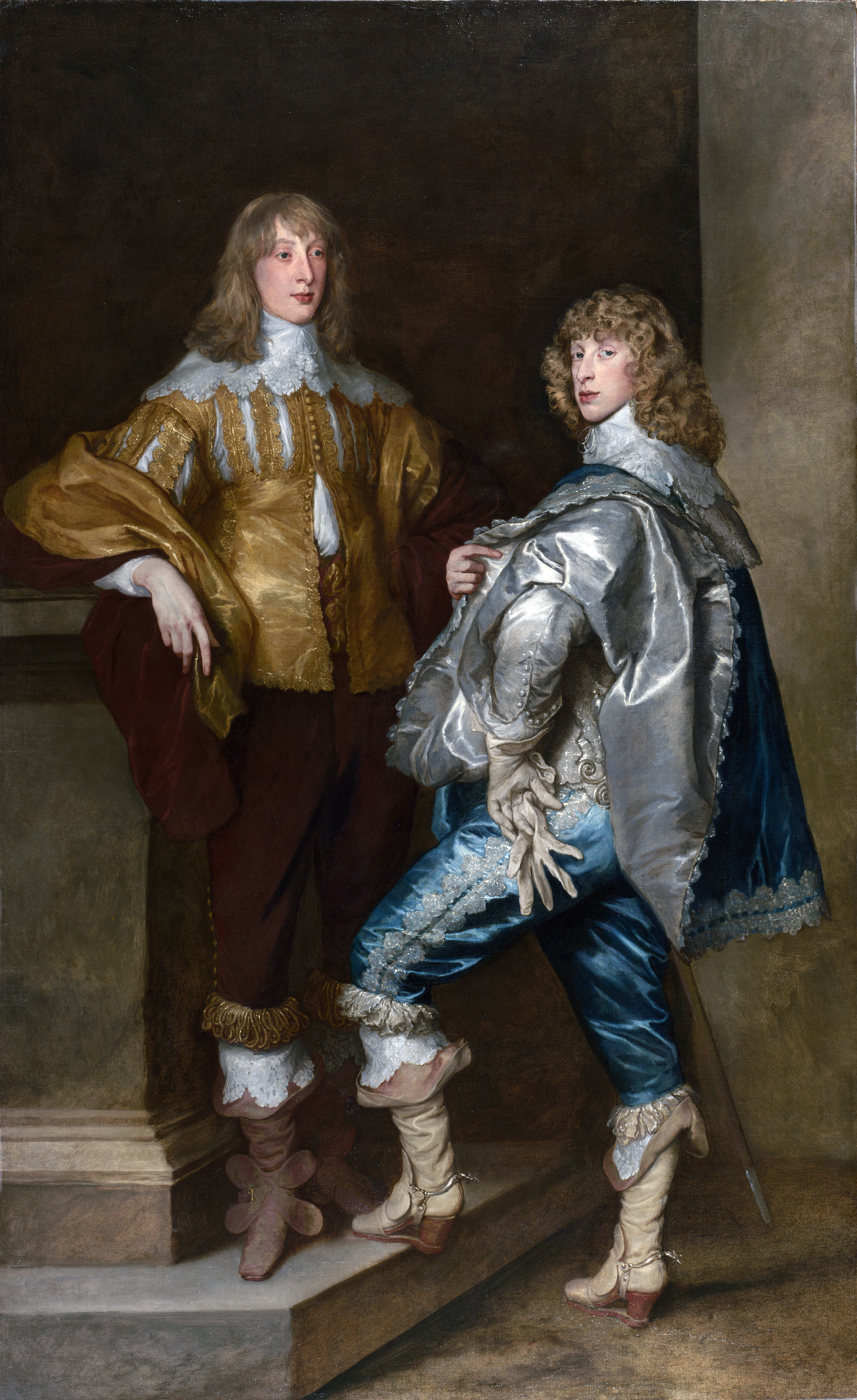
Typiskt 1630-tal. Doublet-tröjor med slitsade ärmar, spetskragar och spetsmanschetter, långa knäbyxor, höga kragstövlar, slängkappor och långt lockigt hår.
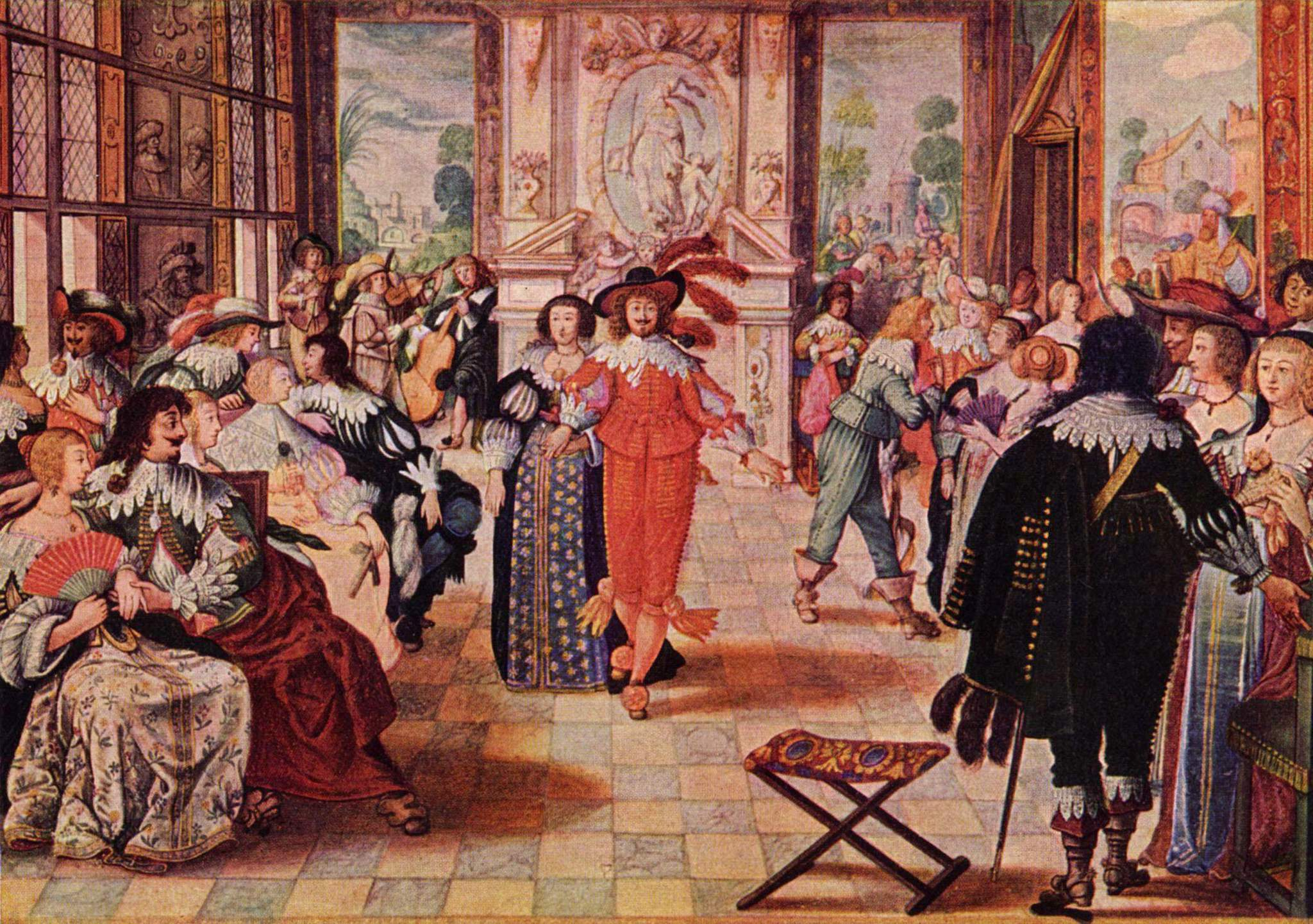
Abraham Bosse 001

### Övriga källor
- Kybalova, L Den stora modeboken Folket i bilds förlag, Stockholm 1969
- Broby-Johansen, R., 1900-1987. - Kropp och kläder : [klädedräktens konsthistoria] / R. Broby-Johansen ; [övers.: Herbert Friedländer ; teckningar: Ebbe Sunesen] ; [dräkttermerna granskade av Björn Hallerdt].. - 1978 - 2., utök. uppl., 2. tr.. - ISBN 9129505976
- Gorsline, Douglas (1993[1952]). A history of fashion: a visual survey of costume from ancient times. London: Batsford
- Brown, Carolina (1991). Mode: klädedräktens historia genom fem sekler. Stockholm: Rabén & Sjögren
- Brown, Carolina (2005). Skönhetens mask ur den kroppsliga skönhetens historia. Enskede: TPB
- Jacobson, Maja (2009). Färgen gör människan: om färg, kläder och identitet från antiken till våra dagar. Stockholm: Carlsson
- Tydén-Jordan, Astrid (red.) (1987). Kungligt klädd, kungligt mode. Stockholm: Bergh